# کمپانی هواپیمائی یونکرس در ایران

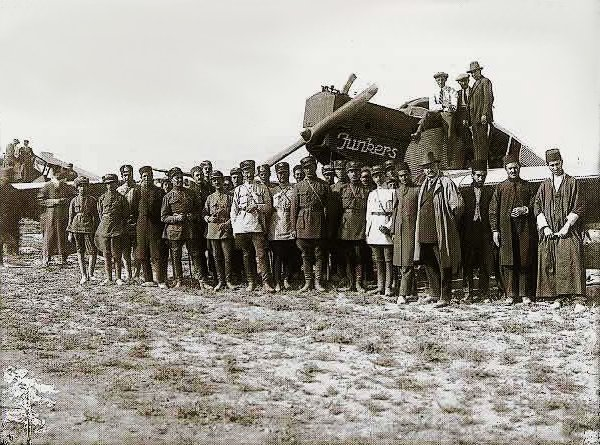
یک فروند هواپیمای یونکرس (اثر آنتوان سوریوگین)

اولین و نخستین شرکت هواپیمایی ایران در سال‌های ۱۳۰۵ توسط کمپانی یونکرس در ایران به وجود آمد. این شرکت با استفاده از ۳ تا ۶ هواپیمای یک موتوره یونکرس اف.۱۳ و یونکرس یو ۵۲ که هواپیمای سه موتوره و سنگینی محسوب می‌شد پروازهایی بین شهرهای مختلف ایران بر قرار کرد.
شرکت یونکرس شهرهای مرزی ایران را به کشورهای همسایه وصل می‌کرد. این شرکت شهرهای قصرشیرین را به بغداد، زاهدان را به دهلی، مشهد را به کابل، بندر انزلی را به باکو، بندر بوشهر را به کراچی و بمبی، خرمشهر را به بصره و تبریز را به تفلیس متصل می‌کرد.
این شرکت در سال ۱۳۱۲ بنا به دلایل نامعلومی ایران را ترک کرد.

## اعطای حق انحصاری هوانوردی به شرکت یونکرس آلمان
در ۲۰ بهمن ماه ۱۳۰۴ شمسی با تصویب قانون حق انحصاری هوانوردی در ایران و اعطای آن به شرکت یونکرس آلمانی بنا شد که این شرکت یک ماه پس از تصویب این قانون پروازهایی را، از و به شهرهای مختلف ایران دایر کند.
ماده اول - مجلس شورای ملی حق انحصاری هواپیمایی را در سه خط ذیل برای مدت پنج سال از تاریخ تصویب و امضاء و مبادله این قرارداد به مؤسسه هواپیمایی (یونکرس) واگذار می‌کند که بلافاصله خطوط ذیل را برقرار نماید:
- تهران به بندر پهلوی (بندر انزلی)
- تهران به بندر بوشهر از طریق طریق اصفهان و شیراز
- تهران به قره تو (قصر شیرین)

تبصره - کمپانی یونکرس متعهد می‌شود که خطوط مذکوره را تا یک ماه بعد از امضای قرارداد دائر کند و اگر تا موعد مزبور دائر ننماید سه هزارتومان بلاعوض به دولت ایران بپردازد و دولت ایران در آن صورت حق خواهد داشت این قرارداد را فسخ نماید.
ماده دوم - مؤسسه هواپیمایی یونکرس متعهد می‌شود که خطوط پستی هوایی در ماده اول را به خطوط پستی هوایی اروپا متصل نماید و مکلف‌است که لااقل در ظرف سه ماه اول یکی از خطوط فوق را به خط پستی هوایی اروپا مرتبط سازد.
ماده سوم - دولت ایران از ماه بهمن ۱۳۰۵ تا مدت ۱۸ ماه برای پرواز در سه خط فوق از قرار هر میل (کیلومتر) سه قران به عنوان کمک خرج به مؤسسه یونکرس خواهد پرداخت و بعد از انقضای هیجده ماه دولت ایران کمک خرج مزبور را قطع می‌نماید.
ماده چهارم - مؤسسه یونکرس متعهد می‌شود در هر هفته در هر یک از خطوط معینه در ماده اول پست دولتی را که کمتر از هفتاد و پنج سنگ (۷۵کیلوگرم) نخواهد بود ایاباً و ذهاباً حمل نماید.
ماده پنجم- در تمام مدت کنترات کلیه اضافه نرخ پستی که از محمولات پستی هوایی اخذ خواهد شد پس از وضع مخارج اداری آن به مؤسسه یونکرس واگذار می‌شود ولی در صورتی که عایدات مزبوره از ماهی دو هزار تومان تجاوز کند مازاد آن پرداخت نخواهد گردید و هر گاه از دو هزار تومان‌کمتر باشد مؤسسه یونکرس حق مطالبه زیادتر از آن نخواهد داشت.
ماده ششم - تعیین تعرفه کرایه و شرایط مسافرت و محمولات و همچنین تعیین نرخ اضافی پستی منوط به نظریات وزارت پست و تلگراف و تصویب دولت خواهد بود و طیارات پستی یونکرس در شهرهایی که سر راه است و وزارت پست و تلگراف معین می‌نماید فرود آمده و صعود خواهد نمود.
ماده هفتم - طیارات یونکرس و سایر لوازم آن که برای حمل پست ضرورت دارد به استثنای بنزین و مواد دهنی (روغن) از پرداخت حقوق گمرکی معاف خواهند بود.
ماده هشتم - مؤسسه هواپیمایی یونکرس علاوه بر تعهدات فوق مراتب ذیل را نیز متعهد می‌گردد:
الف - واگذاری وسائل فنی و مستخدمین خود در عوض نقدی عادلانه به وزارت جنگ در مواقع جنگ یا انقلابات داخلی.
ب - در هر ماه یک محل خالی - در هر یک از خطوط - مجاناً به اختیار وزارت پست و تلگراف خواهد گذاشت.
ج - تأسیس یک باب مدرسه فنی هواپیمایی و آوردن طیارات تعلیمی برای تعلیم و تربیت طیاره‌چی و مکانیک‌چی ایرانی.
د - پذیرفتن لااقل دو نفر شاگرد ایرانی به خرج مؤسسه یونکرس متناوباً از طرف دولت برای تحصیل اطلاعات و معلومات لازمه در کلیه شعب‌هوانوردی خود.
ه - تأسیس یک کارخانه هواپیمایی بزرگ برای تعمیرات لازمه طیارات در تهران و کارخانه‌های کوچکتری در سایر نقاط مهمه هواپیمایی ایران.
و - تأسیس یک شرکت هواپیمایی ایرانی مطابق قوانین ایران.
ز - در صورتی که دولت بخواهد مؤسسه یونکرس متقبل می‌گردد که با شرایطی که از حدود شرایط این قرارداد تجاوز نکند موافق دستور دولت خطوط ذیل را دائر و برای اداره این امر طیاره‌چی و مکانیک ایرانی به قدر کفایت تعلیم و تربیت نماید:
- تهران به مازندران
- تهران به تبریز از طریق قزوین
- تهران به مشهد از طریق میامی
- بوشهر به محمره (خرمشهر)
- دزفول به اصفهان
- یزد به کرمان
- کرمان به دزداب (زاهدان)
- کرمانشاه به سلطان‌آباد (اراک)
- اصفهان به پهلوی (بندر انزلی)
- بندرجز (بندرگز) به گنبد قابوس
- بجنورد به مشهد
- دزداب (زاهدان) به تهران
- سلطان‌آباد (اراک) به بروجرد
- تبریز به جلفا
- تبریز به سرحد ترکیه
- مشهد به سر حد ترکستان
- مشهد به سر حد افغانستان
- تهران به همدان - کردستان

ح - به کار انداختن چندین دستگاه از طیارات بزرگ سه‌موتوره در تمام مدت امتیاز و لااقل در صورت لزوم یکی از آن‌ها را بلافاصله پس از تصویب‌و مبادله این قرارداد.
ط - در صورتی که دولت ایران مایل باشد که نقشه‌برداری مملکت به وسیله طیارات صورت گیرد مؤسسه یونکرس متعهد است که بر طبق قرارداد مخصوص وسایل فنی و متخصصین و طیارات مخصوص خود را که جهت این کار خواهد خواست به اختیار دولت واگذار نماید و فقط مخارج خالص‌آن را از روی صورت و قبوض دریافت دارد.
ی - و نیز مؤسسه یونکرس متعهد است که خط پستی هوایی چین را که در نظر گرفته‌است از طریق ایران (یعنی از مشهد تهران و تبریز) قرار دهد.
ماده نهم - انتقال این امتیاز به هر نحوی از انحاء بدون تصویب مجلس شورای ملی به شخص یا به شرکت دیگری یا دولتی ممنوع و موجب الغاءاین امتیاز خواهد بود.
ماده دهم - وزارتخانه‌های جنگ و مالیه و پست و تلگراف هر یک در حدود وظایف خود مأمور اجرای این قانون خواهند بود.
ماده یازدهم - دولت موظف است در قرارداد با کمپانی یونکرس تفتیش طیارات را در موقع ورود به ایران و خروج از آن منظور دارد.
ماده دوازدهم - در موقع بروز اختلاف در مواد این قانون مسئله به حکمیت سه نفر که دو نفر آن یکی از طرف دولت و یکی از طرف کمپانی معین و حکم ثالث مرضی‌الطرفین یا به قرعه معین خواهد شد رجوع می‌شود.
این قانون که مشتمل بر دوازده ماده است در جلسه بیستم بهمن ماه یک هزار و سیصد و چهار شمسی به ریاست سید محمد تدین به تصویب مجلس شورای ملی رسید.

## انتقال هواپیماها به ایران

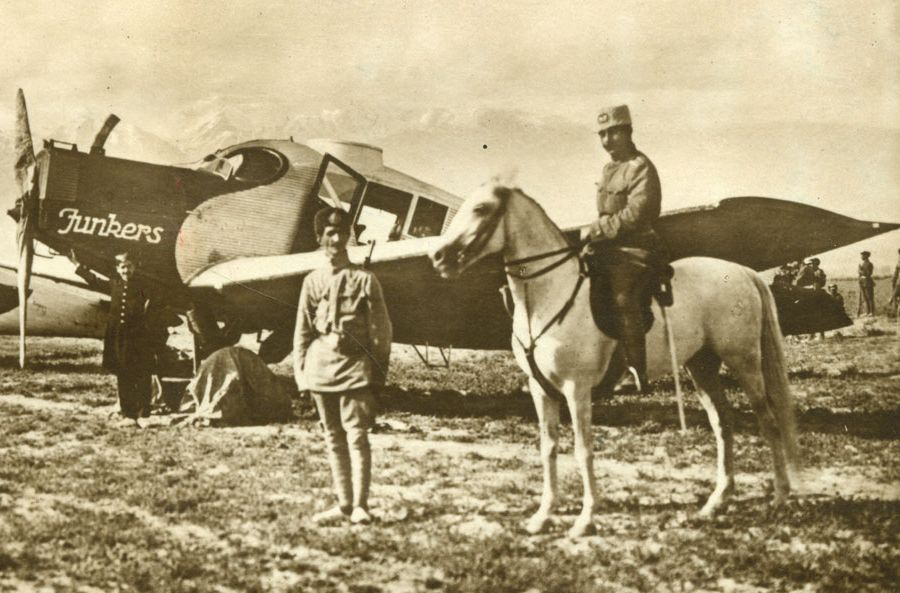
یونکرس اف. ۱۳ در فرودگاه قلعه‌مرغی در طهران

هواپیماهای یونکرس در راه ۶ روزه خود از آلمان به ایران از شهرها و کشورهای زیادی گذشتند تا سرانجام به ایران رسیدند. این هواپیماها از مسیر مسکو، خارکف، تفلیس، باکو و نهایتاً بندرانزلی به ایران منتقل شدند.
پس از ورود به انزلی آن‌ها به سمت تهران پرواز کردند و در قلعه مرغی به زمین نشستند.

## فرودگاه دوشان تپه

یک فروند هواپیمای یونکرس بر فراز طهران (اثر والتر میتل‌هولتسر حوالی سال ۱۳۰۳)

از آنجا که شرکت یونکرس تهران را به عنوان مرکز فعالیت خود برگزیده بود، به دنبال مکانی مناسب برای نشست و برخاست هواپیماهای خود بود.
آلمانی‌ها مکان فعلی فرودگاه دوشان تپه را مناسب دیدند و آنجا را به فرودگاه تبدیل کردند و این سرآغازی بود بر فعالیت فرودگاه دوشان تپه.

## خرید دو هواپیمای یونکرس
بعد از مدتی مردم ولایات مازندران و گیلان با جمع‌آوری پول از شرکت یونکرس دو فروند دیگر هواپیمای یونکرس اف ۱۳ خریداری کردند و تقدیم سازمان هواپیمایی کشوری کردند (تأسیس شده در سال ۱۳۰۱)
دولت نیز به پاس قدردانی از این اقدام نام یکی از این هواپیماها را گیلان و دیگری را مازندران گذاشت. این عمل سرآغازی بود برای نام‌گذاری هواپیماهای در ایران.